# Aun Pornmoniroth
Aun Pornmoniroth (khmer : អូន ព័ន្ធមុនីរ័ត្ន; né le 1er octobre 1965) est un ministre de l'Économie et des Finances du Cambodge. Il est également le Conseiller Économique du Premier Ministre depuis décembre 1998. Avant sa nomination en tant que ministre, il a travaillé au Ministère de l'Économie et des Finances, en tant que secrétaire d'État.

## Biographie
Aun Pornmoniroth est né en 1965 dans la capitale cambodgienne, Phnom Penh. Économiste, il a occupé le poste du ministère de l'Économie et des Finances du Cambodge depuis 1994. Sa carriere a commencé en septembre 1993, en tant qu'adjoint au Premier Ministre Hun Sen , jusqu'en février 1994. En décembre 1998, il est devenu Conseiller Économique du Premier Ministre avec en tant que secrétaire d'État. Le 6 février 1999, il a été nommé Secrétaire Général du Ministère de l'Économie et des Finances. Il est membre du Conseil des Gouverneurs de l'École Royale de l'Administration et de la Banque Nationale du Cambodge.
En 2013, il a été choisi pour succéder au ministre des finances sortant Keat Chhon et prit ses fonctions le 24 septembre 2013.

## Études
Le Dr Pornmoniroth est diplômé de l'Université d'État de Moscou où il a obtenu un doctorat en philosophie, en sciences sociales et politiques. Il parle couramment l'anglais et le russe.

## Prix et distinctions
- Grand ordre du Mérite national, février 2010
- Grand-croix de l'ordre de S.M. la reine Kossamak Neariroth, février 2010
- Grand-croix de l'ordre royal de Sowathara, septembre 2008
- Grand officier de l'ordre royal du Cambodge, avril 2003